# Cambia
 Cambia  là một xã ở tỉnh Haute-Corse trên đảo Corse, Pháp. Xã này có diện tích 8,28 km², dân số năm 1999 là 79 người. Khu vực này có độ cao 765 mét trên mực nước biển.